# Термінал ЗПГ Коста-Азул
Термінал ЗПГ Коста-Азул – об`єкт для прийому та регазифікації зрідженого природного газу, споруджений в мексиканському штаті Баха Каліфорнія. Перший приймальний термінал для ЗПГ на західному узбережжі Північної Америки.
Зростання енергоспоживання в Мексиці викликало підвищення попиту на природний газ. В цих умовах американська компанія Sempra вирішила спорудити на крайній півночі тихоокеанського узбережжя країни термінал для прийому ЗПГ, який, завдяки розташуванню неподалік від кордону з США, також міг забезпечувати поставки до американського штату Каліфорнія.
Для розташування терміналу обрали майданчик за 80 км на південь від Тіхуани та за 22 км на північ від Енесенади. Введений в експлуатацію у 2008 році, він може приймати до 10,6 млрд.м3 на рік, для чого обладнаний сховищем із двох резервуарів по 160000 м3 кожен. Перед спорудженням об`єкту була укладена довгострокова угода на поставки 5 млрд.м3 газу на рік з індонезійського заводу Танггух ЗПГ. Втім, індустрія зрідженого газу дає можливість вибору постачальників, так, перша поставка надійшла до Коста-Азул із Катару.
Портове господарство може обслуговувати газові танкери вантажоємністю від 75000 м3 до 200000 м3. Для захисту від хвиль створено хвилелам довжиною 1300 метрів. Споруда вартістю 170 млн. доларів США повинна захистити причали від хвиль висотою до 17 метрів.
Постачання газу до мережі здійснюється через перемичку довжиною 45 миль.
Первісно планувалась друга черга терміналу, що повинна була збільшити його потужність до понад 27 млрд.м3 на рік. Проте «сланцева революція» в США нівелювала потребу в імпорті блакитного палива і навіть дозволила розпочати його експорт, зокрема в ту саму Мексику. В цих умовах термінал Коста-Азул виявився надлишковим. У 2015 році його потужність була задіяна лише на 5%. Тому власник розглядає можливість перетворення терміналу на завод із зрідження та експорту природного газу, як це до речі зроблено з кількома проектами в США (Ельба ЗПГ, Коув Поінт ЗПГ та інші).